# Kočkor

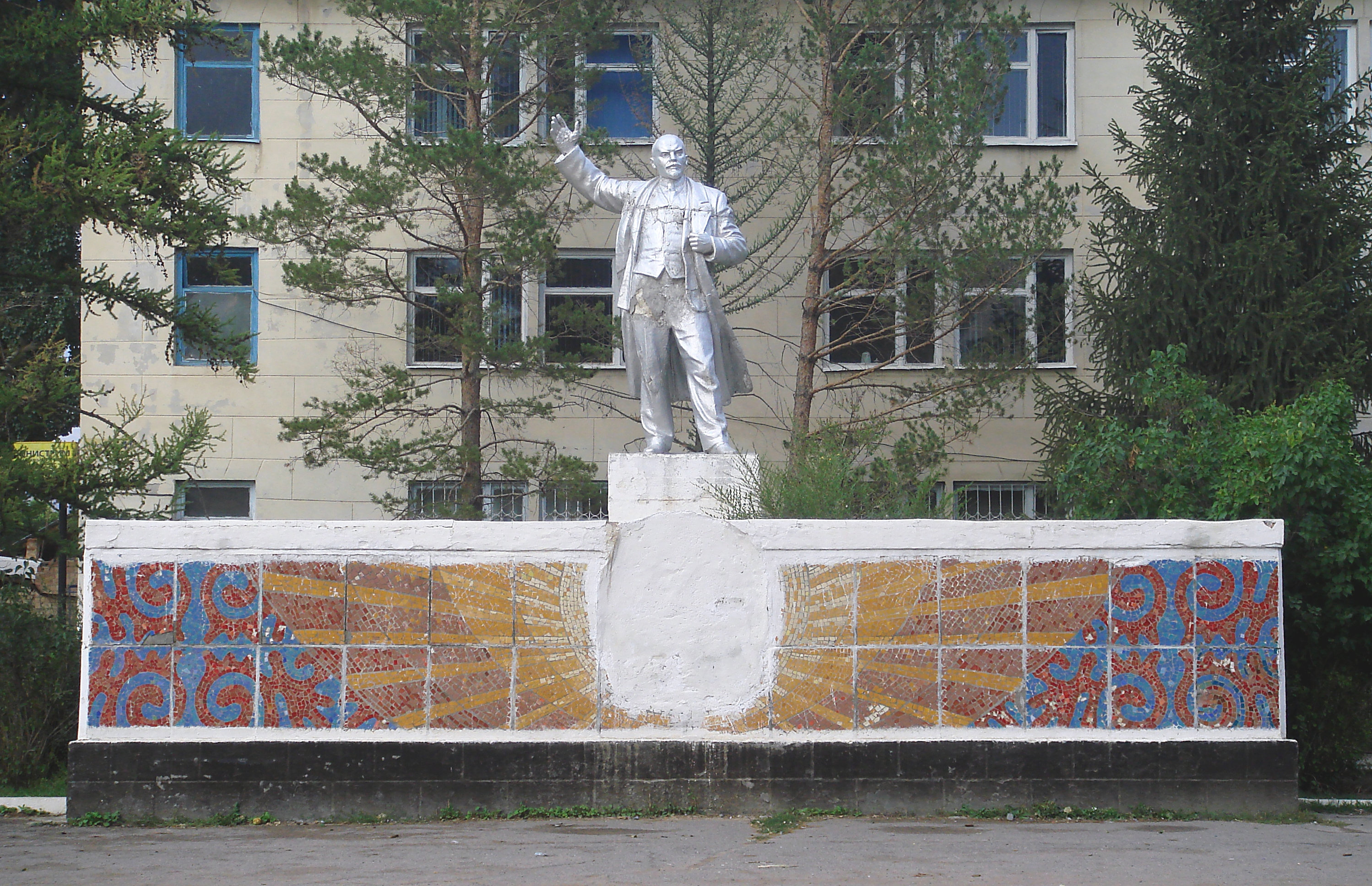
Socha Lenina v Kočkoru

Kočkor (kyrgyzsky Кочкор, rusky Кочкорка, v dobách Ruské říše Столыпин) je město v Narynské oblasti v Kyrgyzstánu. Nachází se v nadmořské výšce 1 800 m n. m. a má přibližně 14 tisíc obyvatel. Ve městě je oblastní muzeum.